# Далзeл (Јужна Каролина)
Далзел (енгл. Dalzell) насељено је место без административног статуса у америчкој савезној држави Јужна Каролина.

## Демографија
По попису из 2010. године број становника је 3.059, што је 799 (35,4%) становника више него 2000. године.
| Група             | 2000.         | 2010.         |
| Белци             | 1.348 (59,6%) | 1.645 (53,8%) |
| Афроамериканци    | 768 (34,0%)   | 1.203 (39,3%) |
| Азијати           | 25 (1,1%)     | 39 (1,3%)     |
| Хиспаноамериканци | 74 (3,3%)     | 87 (2,8%)     |
| Укупно            | 2.260         | 3.059         |